# Hieronymus Hornschuch
Hieronymus Hornschuch (* 1573 in Henfstädt; † 22. Mai 1616 in Leipzig) schrieb als einer der Ersten eine Art Katechismus für Korrektoren und Autoren.
Er wurde 1573 in Henfstädt als Sohn des Schulmeisters Valentin Hornschuch geboren, besuchte die Schule in Themar und Schleusingen, studierte in Jena und Leipzig und wurde 1608 in Basel Doktor der Medizin. Anschließend ließ er sich als Arzt in Leipzig nieder, wo er 1610 Magdalena Jungermann heiratete und bereits 1616 kinderlos starb.
Seinen Unterhalt während des Studiums verdiente er sich u. a. als Korrektor. Er schrieb aus dieser Tätigkeit heraus das heute älteste erhaltene Lehrbüchlein für Korrektoren, die Orthotypographia (Orthotypographie). Das Buch erschien 1608 in lateinischer Sprache bei Michael Lantzenberger in Leipzig, eine von Tobias Heidenreich ins Deutsche übersetzte Fassung erschien erstmals 1634. Es enthielt u. a. eine Darstellung von Korrekturzeichen, Formattabellen und Druckschriftenübersichten. Das Büchlein erschien noch bis etwa 1744 in etwas veränderten Neuausgaben. Es kann als Vorläufer der Formatbüchlein gelten.

## Werke
- Orthotypographia. Das ist: Ein kurtzer Unterricht / für diejenigen / die gedruckte Werck corrigiren wollen; Und Eine erinnerung für die / welche ihre Schrifften / oder verfertigte Werck ausgehen lassen / Nützlich / und nothwendig. Leipzig 1608, lat., Digitalisat, Ausg. 1634 der SLUB Dresden